# Alexandra Dowling
Alexandra Dowling, née le 22 mai 1990, est une actrice britannique. Elle est connue pour ses rôles d'Anne d'Autriche dans la série britannique The Musketeers et pour son rôle de Roslin Frey dans Game of Thrones.

## Biographie

### Jeunesse
En 2012, Dowling est diplômée d'Oxford School of Drama.

### Carrière
En 2012, Dowling fait ses débuts à la télévision dans L'Approche des ténèbres, le onzième épisode de la dernière saison de Merlin, dans le rôle d'une druide nommée Kara.
Dowling participe à Les Pluies de Castamere, le neuvième épisode de la saison 3 de Game of Thrones dans le rôle de Roslin Frey. Elle apparaît également dans Une mémoire d'éléphant, le 66e épisode (saison 13) de la série Agatha Christie's Poirot, adaptée de la nouvelle d'Agatha Christie : Une mémoire d'éléphant.
Dowling joue Agnès dans le film d'action Hammer of the Gods. Le film est dirigé par Farren Blackburn et sort le 5 juillet 2013.
Elle tient le rôle d'Anne d'Autriche dans la série de BBC One The Musketeers.
Le 15 décembre 2014, il est annoncé qu'elle est envisagée pour un rôle dans Pirates des Caraïbes : La Vengeance de Salazar, aux côtés de Kaya Scodelario, Gabriella Wilde, Lucy Boynton et Jenna Thiam,. Le rôle va cependant à Kaya Scodelario, comme le confirme le producteur Jerry Bruckheimer,.
Dowling incarne Bertha dans l'adaptation de Joshua Stamp-Simon de l'œuvre de St. John Emile Clavering Hankin : The Last of the De Mullins, qui a commencé au Jermyn Street Theatre le 5 février et a fini le 28 février 2015,.

## Filmographie

### Cinéma
- 2013 : Hammer of the Gods : Agnès
- 2014 : Nobblycarrot7 (court-métrage) : Celeste
- 2022 : Emily : Charlotte Brontë[12]

### Télévision
- 2012 : Merlin : Kara (épisode : L’Approche des ténèbres)
- 2013 : Game of Thrones : Roslin Frey (épisode : Les Pluies de Castamere)
- 2013 : Hercule Poirot : Marie McDermott (épisode : Une mémoire d'éléphant)
- 2014-2016 : The Musketeers : Anne d'Autriche
- 2023 : The Doll Factory : Sylvia
- 2013 : Sweetpea : Seren